# Joan Ferreres i Nos
Joan Ferreres i Nos (Sant Jordi, 1952) és un historiador valencià. Doctor en història per la Universitat Autònoma de Barcelona, ha exercecit de professor als l'Instituts: Damià Campeny i Thos i Codina de Mataró. President i membre de la junta directiva del Centre d'Estudis del Maestrat. Ha presidit l'Associació dels Jordiencs Absents i dirigió la revista “Fulls de Sant Jordi del Maestrat” des de 1995 al 2025. Treballa en la recerca històrica des de fa quatre dècades. Ha estat comissari de diverses exposicions com la de "L'Escultor J.B. Folia" i la de "Terra de Bandolers". Premi "Carles Salvador" del Maestrat Viu, 2016. Ha rebut diversos premis per publicacions en Alcalà de Xivert, Rossell, Càlig, Traiguera i Sant Jordi. Ha publicat desenes de treballs i articles d'història, antropologia i art. Destaca la seva tesi doctoral sobre "L'escultor Joan Baptista Folía".

## Obra[3]
- Aproximació a la Història de Sant Jordi del Maestrat (1985, CEM)
- Traiguera. Història documentada. (1986, CEM: Centre d'Estudis del Maestrat)
- La Font de la Salut. Religiositat popular. Història del Reial Santuari de Traiguera (1992, CEM)
- Dos camins sense retorn: la mort i la llibertat (1995, CEM)
- Patrimoni toponímic i jurídic de Xert (1999, CEM)
- Sant Jordi. Imatges i records del segle XX (2000, Ajuntament Sant Jordi)
- El escultor Folia. Tesis doctoral. (2000, Antinea)
- Font de la Salut (2001, Antinea)
- La banda de música de Sant Jordi (2002, Ajuntament Sant Jordi)
- Temps de bandolers: bandolerisme del segle xvii a les comarques del Maestrat, Ports de Morella i Terres de l'Ebre (2001, CEM: Centre d'Estudis del Maestrat)
- Naixement d'una vila. Sant Jordi. (2005, CEM)
- El patrimoni terrisser de Traiguera (2006, Onada)
- L'esplendorosa Traiguera renaixentista (2009, Antinea)
- Territori, població i economia de la Batllia de Cervera a l'edat mitjana (2009, CEM)
- Història documentada del Mas dels Stellers, 1261-1655 (2011, CEM)
- Història documentada del Rossell modern (2011, Onada)
- El Maestrat dels castells i les muralles. Maestrat Històric, núm.1 (2011, CEM)
- La comanda d'Alcalà de Xivert i les seves viles en l'edat mitjana (2013, CEM)
- Canet modern-1. Territori i demografia (2013, Onada)[4]
- Canet modern-2. Economia, urbanisme i cultura (2014, Onada)[4]
- Càlig moder-1. Demografia i economia (2014, Onada)
- Història dels Caperó de Traiguera (2015, CEM)
- Càlig moder-2. Urbanisme i cultura (2015, Onada)
- Terra de bandolers (2016, Centre d'Estudis del Maestrat: CEM)
- La història dels Ronchera de Sant Jordi (2017, CEM)
- Memoria glaçada. La gelada de 1956 als territoris de Cruïlla (2017, T.C.)
- La Jana moderna-1 (2017, Onada-Edicions)
- La Jana moderna-2 (2018, Onada-Edicions)
- 750è aniversari del Mas dels Stellers.1261-2011 (2018, Onada-Edicions)
- Pere Labèrnia Esteller. Gran lexicògraf de la llengua catalana i humanista del segle xix. (2019, Onada)
- Història de l'urbanisme i edificis singulars de Sant Jordi (2020, Onada-Edicions)
- Història de la creu coberta de la Font de la Salut de Traiguera (2020, CEM)
- Història de la restauració de l'orgue de Sant Jordi (2021, CEM)
- Indians de Sant Jordi. Diàspora local per terres sudamericanes, 1890-1950. (2023, Antinea)
- Sant Jordi del Maestrat, 1935. Radiografia d'una societat en pau (2024, Antinea).
- Llibre de l'ofici dels peraires de Sant Mateu (2025, CEM)